# Beira (Antilope)
Die Beira (Dorcatragus megalotis) ist eine Zwergantilope, die nur in einem relativ kleinen Gebiet lebt, das das nördliche Somalia und Teile Dschibutis umfasst. Gelegentlich wandern einzelne Tiere auch auf das Territorium Äthiopiens.

## Merkmale
Die Beira ähnelt den Dikdiks, ist mit einer Kopfrumpflänge von 81 bis 85 cm, einer Schulterhöhe von 52 bis 65 cm und einem Gewicht von 10  bis 11,2 kg aber größer, hat keinen Haarbüschel auf der Stirn und keine vergrößerte, bewegliche Nase. Der Schwanz ist 6 bis 8 cm lang. Männchen und Weibchen sind gleich groß. Aber nur die Männchen haben Hörner, die für eine Zwergantilope ungewöhnlich lang sind. Die Beira ist überwiegend rötlich-grau gefärbt, der Kopf, die Beine und der Bauch sind ockerfarben. Die rötlich-graue Färbung der Flanken und der ockerfarben Bauch sind durch ein dunkles Band voneinander getrennt. Die Augen sind von weißen Ringen umgeben. Die Hufe haben ein breites Sohlenpolster.

## Lebensraum
Der Lebensraum der Beira sind steinige Halbwüsten am Horn von Afrika, die mit der Akazienart Vachellia etbaica, der strauchartigen Croton somalensis und einzeln stehenden mit Kräutern bewachsenen Vegetationsinseln bestanden sind. Zwanzig Pflanzenarten wurden identifiziert, die von der Beira gefressen werden, darunter die zwei zuvor genannten. Ihren gesamten Wasserbedarf deckt die Beira aus der Nahrung. Sowohl Männchen als auch Weibchen können allen leben, es wurden aber auch Gruppen von bis zu fünf Exemplaren beobachtet, die dann aus einem Männchen und mehreren Weibchen bestehen. Da sie keine Voraugendrüsen besitzen markieren die Tiere ihr Territorium mit Urin. Männchen tolerieren sich bei Begegnungen nicht, Weibchen verschiedener Gruppen zeigen dagegen kein antagonistisches Verhalten. Wahrscheinlich gibt es keine spezielle Fortpflanzungszeit aber sowohl Paarungen als auch Geburten wurden im April beobachtet. Die Trächtigkeitsdauer beträgt sechs Monate. Pro Geburt kommt nur ein einzelnes Jungtier zur Welt. Seine ersten Lebenstage verbringt es versteckt. Beiras sind sehr scheu, spüren Gefahren vor allem mit ihrem Gehörsinn auf und fliehen dann mit großer Geschwindigkeit. In der Regel sind sie vom frühen Morgen bis zur Mittagszeit aktiv, rasten danach und nehmen ihre Aktivitäten wieder um ca. 16:00 Uhr auf, die dann bis Einbruch der Dämmerung andauern. Ihre Mittagsruhe verbringen sie in bei kühlem Wetter normalerweise unter einem Baum, ist es sehr heiß verstecken sie sich dann in felsigen Regionen.

## Systematik
Die Beira wurde 1894 durch den deutschen Afrikaforscher Josef Menges erstmals wissenschaftlich beschrieben und zunächst bei den Klippspringern (Oreotragus) eingeordnet. In der gleichen Ausgabe des Zoologischen Anzeigers, in dem die Erstbeschreibung erschienen ist, führte der deutsche Zoologe Theophil Noack jedoch die Gattung Dorcatragus für die Art ein, die seitdem monotypisch geblieben ist. Dorcatragus ist die Schwestergattung von Madoqua (Dikdiks), beide zusammen sind die Schwestergattung von Raphicerus (Steinböckchen u. Greisböcke). Alle drei Gattungen bilden den Untertribus Raphicerina im Tribus Antilopini (Gazellenartige).

## Gefährdung
Die IUCN stuft die Beira als gefährdet ein. Wegen der extrem instabilen politischen Lage in Somalia ist der aktuelle Status dieser Antilope allerdings völlig unbekannt.